# Tetla, Veracruz
Tetla är en ort i Mexiko.   Den ligger i kommunen Soledad Atzompa och delstaten Veracruz, i den sydöstra delen av landet, 220 km öster om huvudstaden Mexico City. Tetla ligger 2 171 meter över havet och antalet invånare är 240.
Terrängen runt Tetla är bergig norrut, men söderut är den kuperad. Runt Tetla är det ganska tätbefolkat, med 93 invånare per kvadratkilometer. Närmaste större samhälle är Orizaba, 12,7 km norr om Tetla. I omgivningarna runt Tetla växer i huvudsak blandskog.